# Je m'appelle Morando - alfabeto Morandini
Je m'appelle Morando - alfabeto Morandini è un film del 2010 diretto da Daniele Segre.
È un documentario sul critico cinematografico Morando Morandini.

## Trama
Morandini parla della sua visione del cinema, del suo lavoro e della sua famiglia. Ricorda alcuni momenti significativi del suo passato, come i primi articoli, l'università e la denuncia subita per una recensione negativa su Scipione detto anche l'Africano. Confessa la sua incapacità nell'usare il computer e la lentezza nello scrivere. Riflette sulle cause della sua balbuzie e rivolge pensieri d'amore alla moglie.
Il critico sceglie, per ogni decennio, il suo film preferito:
- Anni 20: Il cameraman
- Anni 30: L'uomo di Aran
- Anni 40: Amanti perduti
- Anni 50: Hiroshima mon amour
- Anni 60: 8½
- Anni 70: Nashville
- Anni 80: Fanny e Alexander
- Anni 90: Madre e figlio
- Anni 2000: Vincere

## Riprese
Le riprese sono avvenute in due momenti: nello studio di Morandini a Levanto nel 2004 e a Milano nel 2010.

## Distribuzione
L'anteprima del film è avvenuta allo Spazio Oberdan di Milano nel novembre 2010. È stato anche presentato al Festival del cinema europeo di Lecce e alla Cineteca di Bologna.
Il film è stato pubblicato in versione DVD, con alcuni contenuti extra.
Il titolo è stato ispirato dalla famosa frase pronunciata dalla protagonista di Amanti perduti: «Je m'appelle Garance».